# Altecom
Altecom (acrónimo de Alta Tecnologia en Comunicacions) es una marca de telecomunicaciones creada en 1999. Inició sus actividades con la creación de una red de radioenlaces para dar conexión a particulares. Un año después, con la creación de la Comisión Nacional de los Mercados y la Competencia (CNMC), se les concedió la licencia de operador y, en 2001 se estableció la infraestructura de estaciones base propias del servicio de conexión en internet por radioenlace.
Fibracat comenzó a gestarse en 2012 y nació, oficialmente, en 2013. La idea inicial era diferenciar claramente las dos actividades: la de Altecom, dedicada a empresas y a dar conexión a mayoristas que tienen su propia red de redistribución; y la de Fibracat que pretendía dar respuesta a la carencia que sufría el territorio de Cataluña Central en cuanto al despliegue de la fibra óptica, ya que las grandes compañías únicamente se centraban en el área metropolitana de Barcelona por motivos de rentabilidad de la inversión.